# Siegfried Aldermann
Siegfried Aldermann (* 17. November 1938 in Forst; † 21. November 2005 in Babelsberg) war ein deutscher Fußballspieler. Er spielte 1957 und 1958 für die BSG Rotation Babelsberg in der DDR-Oberliga, der höchsten Spielklasse im DDR-Fußball. Aldermann war zweifacher DDR-Juniorennationalspieler.

## Sportliche Laufbahn
Im Alter von elf Jahren begann Siegfried Aldermann 1948 bei der SG Blau-Weiß in seiner Heimatstadt Forst organisiert Fußball zu spielen. Mit der Schülermannschaft wurde er 1952 DDR-Pioniermeister. Nach einem Schulwechsel nach Potsdam schloss er sich 1955 der Betriebssportgemeinschaft (BSG) Rotation Babelsberg an. Mit deren Juniorenmannschaft gewann er 1956 die DDR-Meisterschaft. Als er 1957 (Kalenderjahr-Saison) in die Oberligamannschaft der BSG Rotation aufgenommen wurde, war er von Beginn an Stammspieler, versäumte als Stürmer spielend nur ein Punktspiel und wurde als 18-Jähriger mit dreizehn Treffern bereits Torschützenkönig der Babelsberger. Er wurde in den Kader der DDR-Juniorennationalmannschaft berufen und bestritt mit ihr im Sommer 1957 zwei Länderspiele. Nachdem er in der Saison 1958 insgesamt 24 der 26 ausgetragenen Oberligaspiele bestritten und fünfmal als Torschütze erfolgreich gewesen war, musste er mit der BSG Rotation in die zweitklassige DDR-Liga absteigen. Auch in den folgenden zwei DDR-Liga-Spielzeiten fehlte Aldermann nur 1959 zweimal und schoss insgesamt dreizehn Tore. 1961 wurde der DDR-Fußball wieder auf das Sommer-Frühjahr-System zurückgeführt, gleichzeitig wurde die 1. Mannschaft der BSG Rotation Babelsberg dem neu gründeten SC Potsdam angeschlossen. Wegen der Saisonänderung mussten in der DDR-Liga 39 Spiele ausgetragen werden, von denen Aldermann 33 Begegnungen absolvierte und auf dreizehn Tore kam. In der Spielzeit 1962/63, in der wieder nur 26 Punktspiele ausgetragen wurden, konnte er wegen einer schweren Verletzung nur in sieben Partien eingesetzt werden. In den folgenden Spielzeiten konnten seine Einsätze wieder gesteigert werden. 1963/64 fehlte er bei den 30 Punktspielen noch zehnmal, ein Jahr später nur noch bei drei Spielen. In der Hinserie der Spielzeit 1965/66 absolvierte er dreizehn der fünfzehn Ligaspiele. Anfang 1966 wurde das Fußballprojekt beim SC Potsdam wegen Erfolglosigkeit aufgegeben, da die Mannschaft nie über das Mittelmaß hinausgekommen war. Die Sektion Fußball des Sportclubs wurde der BSG Motor Babelsberg angegliedert, die den Platz in der DDR-Liga übernahm. Mit der BSG Motor bestritt Aldermann vierzehn der restlichen fünfzehn Punktspiele. In den nächsten beiden Spielzeiten war er wieder durch Verletzungen gehandicapt und konnte von den 60 Ligaspielen nur 38 absolvieren. Im Sommer 1968 nahm er 29-jährig Abschied vom Leistungssport. In seinen elf Spielzeiten im Männerbereich war Siegfried Aldermann auf 49 Oberliga- und 202 DDR-Liga-Spiele gekommen. In der Oberliga schoss er achtzehn Tore, in der DDR-Liga war er auf 49 Treffer gekommen. Als Freizeitsportler spielte er bis 1981 noch für die 2. Mannschaft der BSG Motor, später für die Altherrenmannschaft. Bis zum 60. Lebensjahr war er danach als Nachwuchstrainer bei Motor Babelsberg tätig.